# Nowickia rondanii
Nowickia rondanii là một loài ruồi trong họ Tachinidae.